# جورغيفسكوي (مقاطعة كوستروما)
جورغيييفسكويي (بالروسية: Георгиевское) هي مدينة في مقاطعة كوستروما أوبلاست في روسيا.